# Markus Meurer
Markus Meurer (* 28. April 1959 in Monreal) ist ein deutscher Outsider-Art-Künstler. Er verwandelt Fundmaterialien zu plastischen Objekten und stellt Collagen her.

## Leben und Werk
Markus Meurer lernte schon als Kind von seinem Vater, der selbst ein Outsider-Künstler war, mit Zange und Draht umzugehen, um damit Figuren herzustellen. Aber während der Vater Objekte wie Motorräder möglichst realistisch baute, wurde Markus Meurer in seiner Arbeit immer freier. Mit Draht verbindet er Materialien, die normalerweise als Abfall angesehen werden, zu animistischen Figuren, oft Hybridwesen zwischen Mensch, Tier und Maschine.
Da er von seiner Kunst nicht leben konnte, verdiente er seinen Lebensunterhalt durch Gelegenheitsarbeiten. Seine schöpferisch-künstlerische Arbeit gab ihm Kraft zur Bewältigung des Lebens. Bis 2006 lebte er überwiegend im Elternhaus in Monreal in der Eifel. Dieses Haus unterhalb der Löwenburg gestaltete er im Laufe der Zeit zu einem Gesamtkunstwerk.
Nach dem Tod der Eltern wurde das Leben für ihn in Monreal immer schwieriger. Von 2006 bis 2008 lebte er mit seiner englischen Frau in England. Hier entstand sein Buch Die Plange Angst.
Mit Hilfe eines Freundes kamen er und seine Frau nach Deutschland zurück, wo sie bis 2021 in Kevelaer am Niederrhein wohnten. Die Wohnung diente ihm zugleich als Atelier und Ausstellungsraum. Sein Elternhaus war in der Zwischenzeit von der Gemeinde Monreal für unbewohnbar erklärt und abgerissen worden. Im Juni 2021 folgte Markus Meurer seiner Frau in die Stiftung Lühlerheim in Schermbeck.
Kunstfreunde vor Ort sorgten mit Unterstützung durch Lisa Inckmann, die Leiterin des Kunsthauses Kannen in Münster, dafür, dass  das Werk von Markus Meurer in zahlreichen Ausstellungen im In- und Ausland gezeigt wurde.
Verbreitung fand es auch dadurch, dass die niederländische Sammlung „Stichting Collectie De Stadshof“ wichtige Werke aufnahm und in Ausstellungen präsentierte. In den letzten Jahren macht Meurer auch vermehrt Collagen, in denen sein Weltbild deutlich wird.
2021 wurde er 1. Preisträger beim Wettbewerb um den bundesweit ausgeschriebenen Aktion-Kunst-Preis 2021.

## Ausstellungen (Auswahl)
- 1986 Genovevaburg, Mayen
- 2007 Kunsthaus Kannen, Münster
- 2008 Haus te Gesselen, Kevelaer
- 2009 Outsider Art House, Veenhuizen, Niederlande
- 2009 Verbeeke Foundation, Kemzeke, Belgien
- 2009 Kunsthaus Kannen, Münster
- 2010 Slowakische Nationalgalerie, Bratislava, Slowakei
- 2010 Haus Lawaczeck, Kerken
- 2010/2011 Galerie Stattmuseum, Düsseldorf
- 2011 Kunsthaus Kannen, Münster
- 2012 Creatieve Fabriek, Hengelo, Niederlande
- 2012 GarageRotterdam, Niederlande
- 2013 Kunsthaus Kannen, Münster
- 2014 CityPalais, Duisburg
- 2014 Galerie ART CRU, Berlin
- 2014/2015 Collection De Stadshof, Halle Saint-Pierre, Paris, Frankreich
- 2015 Hazemeijer, Hengelo, Niederlande
- 2015 Kunsthaus Kannen, Münster
- 2016 Atelier Filip Henin, Düsseldorf
- 2016 Museum Dr. Guislain, Gent, Belgien
- 2017 Treibhaus Voll Kunst, Recklinghausen
- 2017 Museum Dr. Guislain, Gent, Belgien
- 2017 Kunsthaus Kannen, Münster
- 2017 Pop-Up Museum, Rotterdam, Niederlande
- 2018 Galerie Herenplaats, Rotterdam, Niederlande
- 2018 Galerie ART CRU, Berlin
- 2018 Hazemeijer, Hengelo, Niederlande
- 2018 Salle François Mitterrand, Rives, Frankreich[10]
- 2019 bergérie des arts, Düsseldorf
- 2019 Galerie de La Tour, Klagenfurt, Österreich
- 2021 Museum Wilhelm Morgner, Soest
- 2022 Kunstraum DenkArt, Recklinghausen
- 2022 Galerie Haus im Park, Emmerich
- 2022 Art Brut Biennale, Hengelo, Niederlande
- 2023 Treibhaus voll Kunst, Recklinghausen
- 2023 Kunsthaus Kannen, Münster
- 2023 Art Brut Biennale, Hengelo, Niederlande
- 2024 Kunstforum Buddemühle, Welver Schwefe
- 2024 Kulturwerkstatt auf AEG, Nürnberg

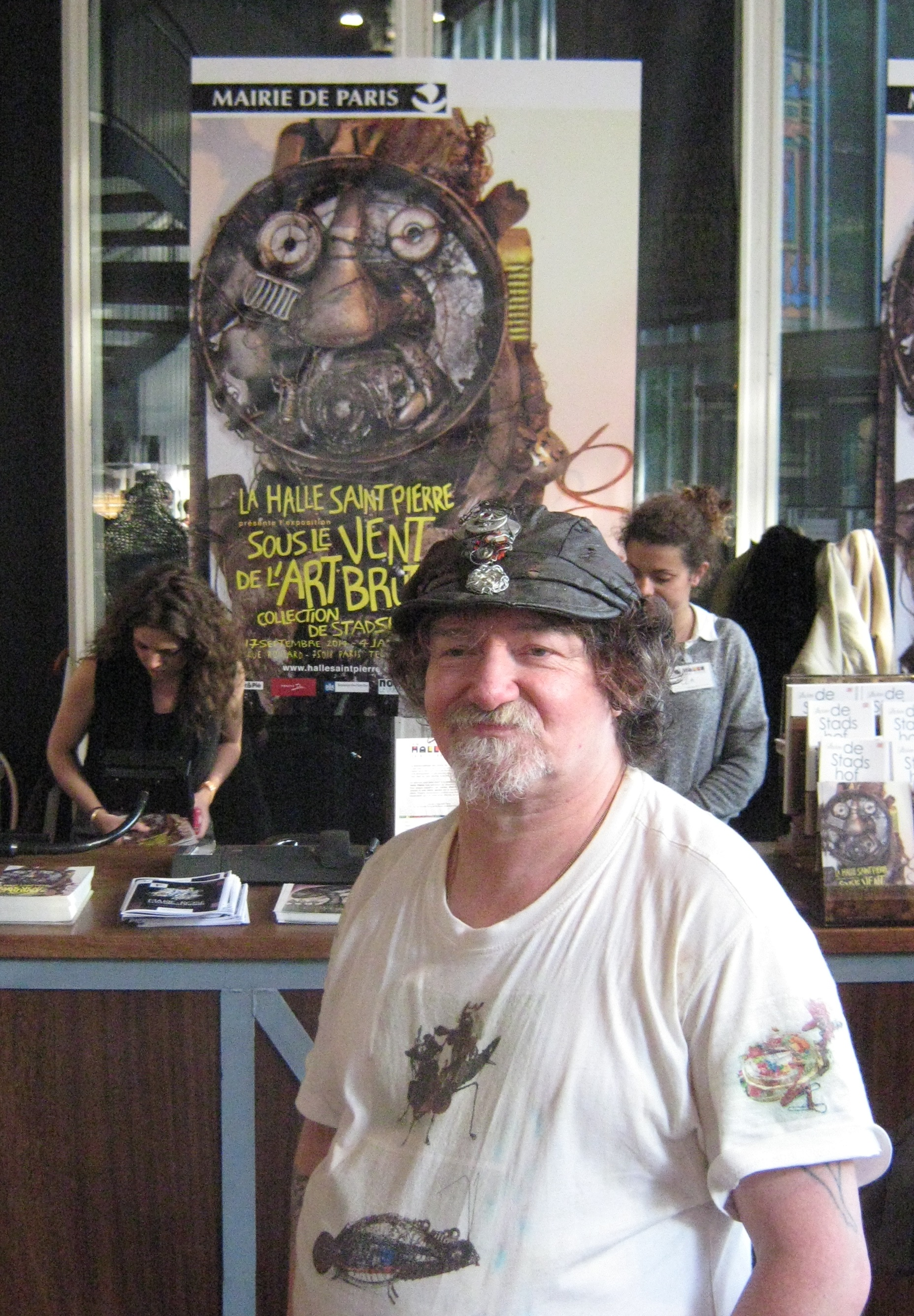
Markus Meurer bei der Ausstellungseröffnung 2014 in der Halle Saint-Pierre (Paris)
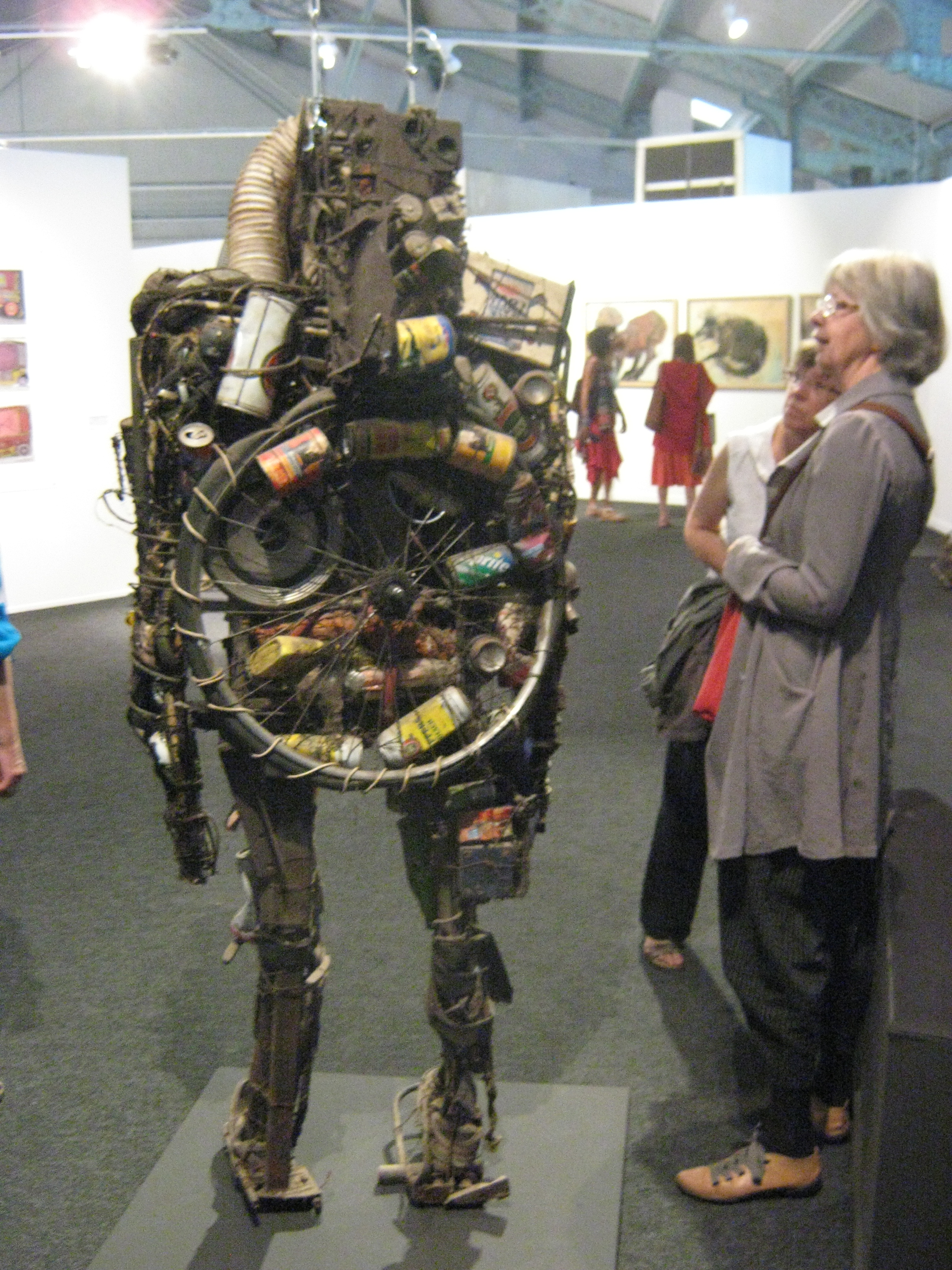
Meurer-Objekt „Papa“ (Rückseite)
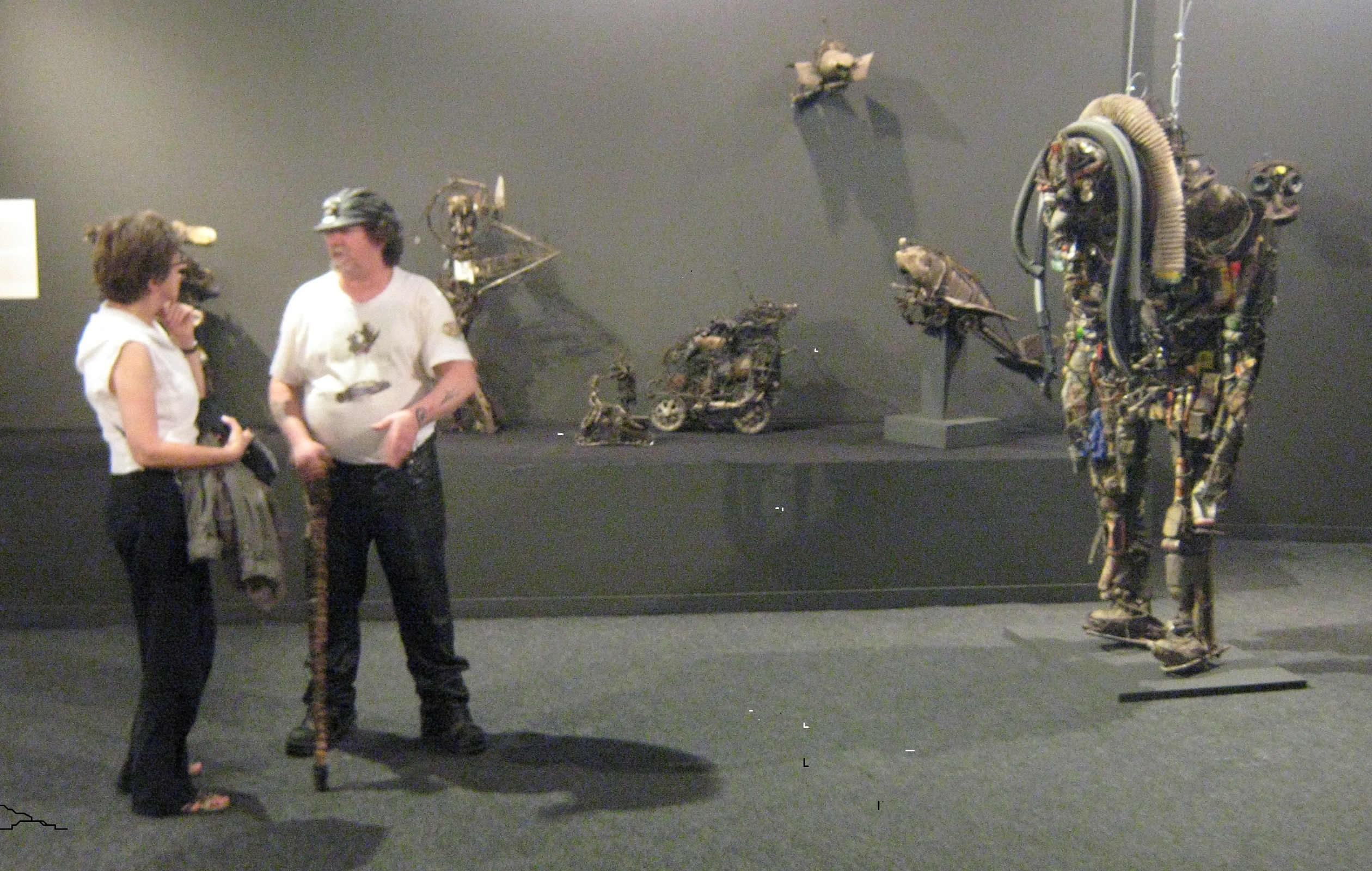
Markus Meurer (mit Besucherin) vor seinen Werken (2014) in der Halle Saint-Pierre (Paris)
Markus Meurer in seiner Atelier-Wohnung, 2019

## Veröffentlichungen, Ausstellungskataloge
- Productie Outsider Art House (Hrsg.): Markus Meurer, Veenhuizen 2009.
- Markus Meurer: Die Plange Angst. edition statt-museum, Düsseldorf 2010, ISBN 978-3-00-032833-6.
- Petra Dreier & Michael Hanousek (Hrsg.), auf pump. 31 künstlerische Positionen, Duisburg 2014
- Alexandra von Gersdorff-Bultmann: SHREK - Markus Meurer, Berlin 2014.
- Frans Smolders, Liesbeth Reith, Jos ten Berge: Solitary Creations. 51 Artists out of De Stadshof Collection. Eindhoven 2014, ISBN 978-94-6226-047-4.
- Petra Dreier & Michael Hanousek, Ulrich Mohr (Hrsg.), KunstAcker 144. 35 künstlerische Positionen der Insider- & Outsiderkunst, Düsseldorf 2014
- Frans Smolders: Markus Meurer. In: Sous le vent de l’art brut 2 - Collection De Stadshof, Halle Saint-Pierre, Paris 2014, S. 84 f.
- Hadwiga und Peter Nieting: Markus Meurer. Geldern 2018
- Klaus Hammer: Magische Objekte erzählen von vergessenen Schicksalen. In: Neues Deutschland vom 10. März 2018[11]

- Aktion Kunst Stiftung (Hrsg.): inTime3, Preisträgerausstellung des Aktion-Kunst-Preises 2021 im Museum Wilhelm Morgner Soest, Soest 2021, ISBN 978-3-9818570-4-7

## Sekundärliteratur
- Lisa Inckmann: Markus Meurer. In: 2 × 2 Forum Outsider Art, Kunsthaus Kannen, Münster 2009, S. 29.
- Frans Smolders: Markus Meurer. In: Insita 2010, Slovak National Gallery, S. 90 f., Bratislava 2010, ISBN 978-80-8059-150-2.
- Frans Smolders: „Drek bestaat niet“. Alles is materie voor Markus Meurer. In: Out of Art. Magazine voor actuele Outsider Art, Jaargang 5, Nr. 1/2010, Amsterdam 2010.
- Markus Meurer, Fielosofie der Ängste und Die Angst. Wo kommt sie her. In: Lisa Inckmann u. a. (Hrsg.): gedankenschwer und federleicht, Münster 2010, S. 92 f., S. 154 f., ISBN 3-930330-19-9.
- Jasmijn Jarram: Markus Meurer. In: Catalogue Border Lines, garagerotterdam.nl/en/catalogues/3/artist/23 [2012].
- Angelika Hille-Sandvoß: Einführung. In: Petra Dreyer und Michael Hanousek (Hrsg.): auf pump. 31 künstlerische Positionen. Duisburg 2014, S. 8; S. 50 f.
- Henk van Es: Künstlerhaus in Monreal. In: outsider-envirements.blogspot.de vom 3. Januar 2012.
- Frans Smolders: Markus Meurer. In: Frans Smolders, Liesbeth Reith, Jos ten Berge (Hrsg.): Solitary Creations. 51 Artists out of De Stadshof Collection. Eindhoven 2014, S. 188 ff., ISBN 978-94-6226-047-4.
- Christiane Meixner: Shreklich. In: Der Tagesspiegel vom 17. Mai 2014.
- Brigitte Limper: Kartei Art brut. Markus Meurer, Dohle, 2015. In: Grundschule Kunst, Nr. 64, Seelze 2016, ISSN 1616-7104.